# Жаровня

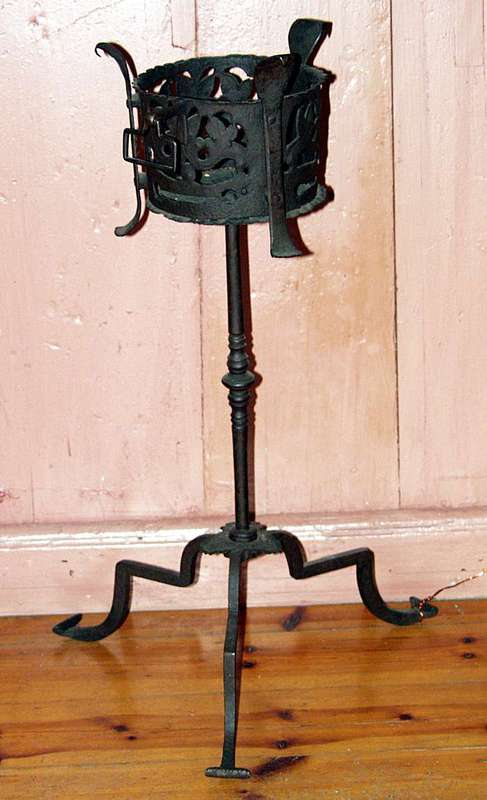
Жаровня XVIII ст. Норвезький музей народного побуту

Жаро́вня — металева, переважно невелика посудина для розжареного вугілля, що використовується замість печі. Найбільше поширення отримали на Сході й у Південній Європі, де вживаються для обігріву приміщень (також для приготування їжі за допомогою запікання). Деякі жаровні являють собою справжні витвори мистецтва.

## Історія
Жаровні відомі людству з дуже давніх часів: експедицією Іракського Національного музею недавно знайдена так звана «Німрудська жаровня», датована принаймні 824 р. до н. е.. Згадки про них містяться в Біблії: перший раз у книзі Буття 15:17 (Бог посилає «димучу жаровню» для жертви Адама); а другий раз у книзі Єремії 36:22–23 (жаровні обігрівають зимовий палац царя Йоакима).

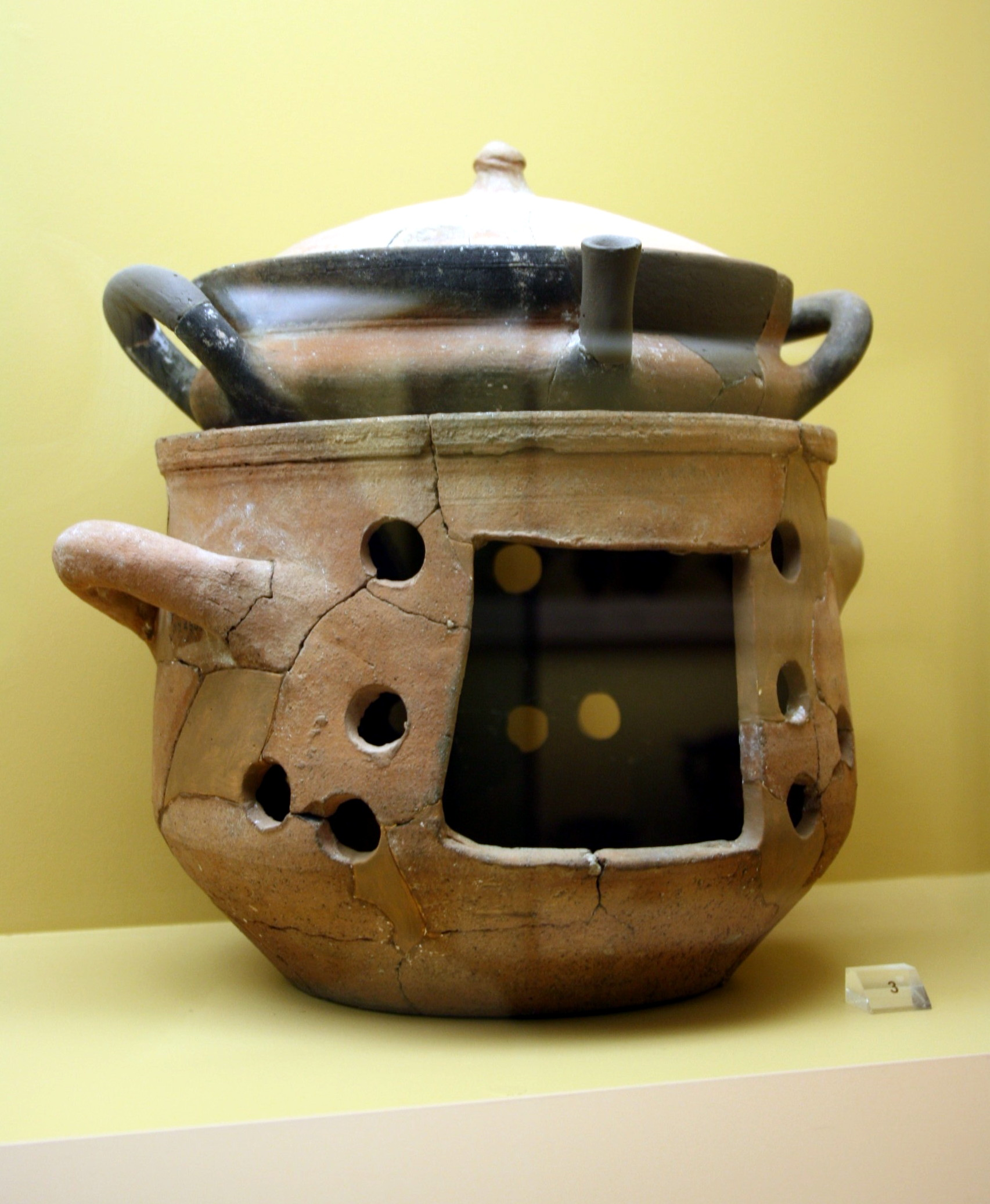
Давньогрецька жаровня з горщиком, VI—IV ст. до н. е. Давньогрецький музей Агори в Стої Аттала

Незважаючи на ризик, пов'язаний з використовуванням відкритого вогню, жаровні широко застосовуються як хатні джерела тепла, особливо в іспаномовних країнах. Фернандо де Альва Іштлільшочитль зазначає, що один тлатоані народу тепанеків у Новій Іспанії спав між двох жаровень, бо був надто старий, щоб зігріватися власним теплом. Британські мандрівники, наприклад, дипломат і науковець Вудбайн Періш і письменник Річард Форд (автор «Посібника для мандрівників по Іспанії») стверджують, що в багатьох областях жаровні вважаються більш здоровим опалювальним приладом, ніж вогнища або каміни.

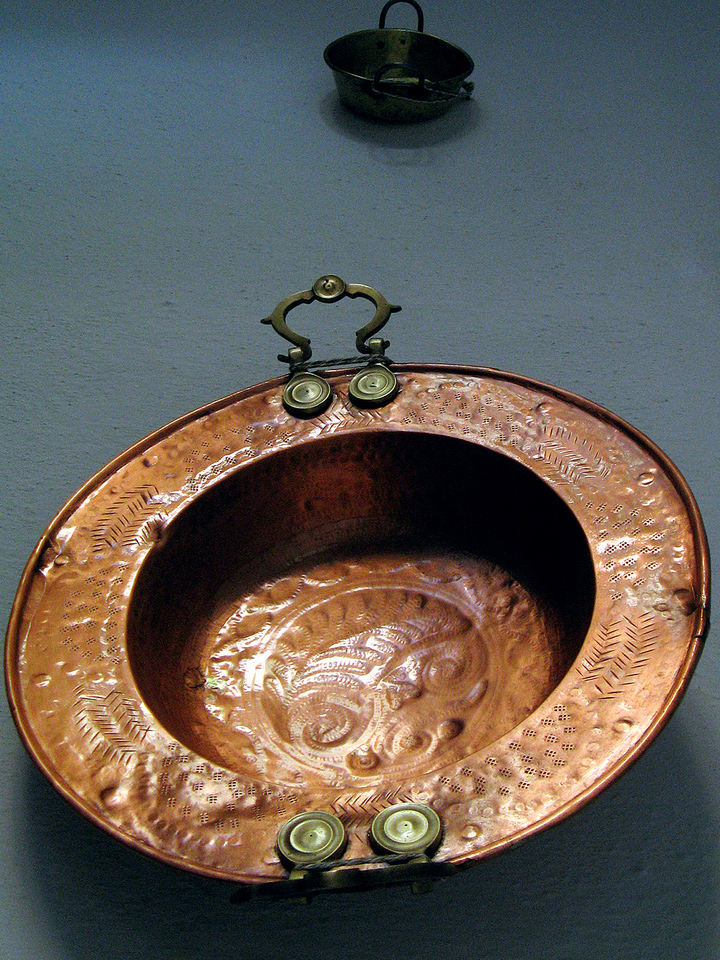
Бразеро

Жаровня може встановлюватися окремо на вулиці чи приміщенні, а може вбудовуватися в конструкції. У багатьох культурах вживаються жаровні у вигляді низького столика з джерелом тепла всередині, покритим ковдрою: японська «котацу», іранська «корсі», афганська «сандалі» північноєвропейська ногогрійка. В Іспанії жаровня бразеро залишалася основним опалювальним приладом до початку XX ст. Джеральд Бренан писав у своїх спогадах «На південь від Гранади» про широко розповсюджений в 1920-х роках звичай ставити жаровню під покритий тканиною стіл, щоб вся родина могла гріти ноги зимовими вечорами.
Жаровні використовуються замість багать на вулицях міст під час воєнних дій, відомі випадки сучасного використовування жаровень з цією метою і в мирний час. Звичайним є використовування їх і учасниками страйкових пікетів.

## Інше

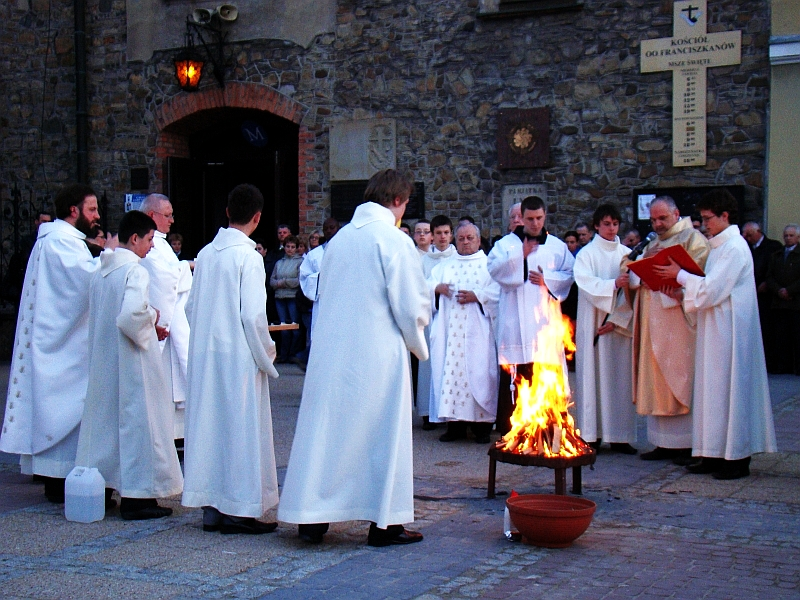
Розведення Великоднього багаття в жаровні

Дим від вугілля з деяких порід дерев (наприклад, виноградної лози) відрізняється приємним запахом. До жару могли також додавати інші ароматичні речовини (лавандове насіння, апельсинову цедру). Маленька жаровня є складовою частиною приладів, призначених для куріння пахощів — курильниць, кадильниць.
У деяких церквах жаровня використовується, щоб розвести вогонь (називаний «новим»), від якого засвічується пасхал на Великодньому богослужінні.

## Види
- Гриль
- Гридль
- Кагер
- Мангал
- Обігрівальниця
- Хібачі
- Грілка-жаровня